# Thợ săn: Cuộc chiến mùa đông
The Huntsman: Winter's War là bộ phim phiêu lưu kỳ ảo của Mỹ năm 2016, là cả phần trước và phần tiếp theo của Bạch Tuyết và thợ săn (2012), nó diễn ra trước và sau những sự kiện của bộ phim đầu tiên. Phim được Craig Mazin và Evan Spiliotopoulos viết kịch bản, dựa trên các nhân vật được Evan Daugherty sáng tác, giống như bộ phim đầu tiên được lấy cảm hứng từ câu chuyện cổ tích "Bạch Tuyết" do anh em nhà Grimm biên soạn, cũng giống như "Bà chúa Tuyết" của Hans Christian Andersen. Phim là tác phẩm đầu tay của đạo diễn Cedric Nicolas-Troyan, là người giám sát hiệu ứng hình ảnh và là đạo diễn thứ hai của bộ phim đầu tiên. Tái diễn lại vai diễn trong phần phim đầu tiên, diễn viên bao gồm Chris Hemsworth, Charlize Theron, Nick Frost và Sam Claflin. Bộ phim cũng giới thiệu những nhân vật mới được đóng bởi Emily Blunt, Jessica Chastain và Rob Brydon.
Bộ phim được trình chiếu tại Hamburg vào ngày 29 tháng 3 năm 2016 và được phát hành tại Hoa Kỳ vào ngày 22 tháng 4 năm 2016. Phim nhận những đánh giá tiêu cực từ giới phê bình và là một thất vọng với doanh thu phòng vé, chỉ đạt $165 triệu USD trên toàn thế giới so với kinh phí $115 triệu USD.

## Diễn viên
- Chris Hemsworth vai Eric the Huntsman
- Charlize Theron as Queen Ravenna, Snow White's evil stepmother who returns from the dead.
- Emily Blunt as Freya, Ravenna's sister.
- Jessica Chastain as Sara, a warrior who is Eric's wife.
- Nick Frost as Nion, a Dwarf who previously helped Eric and Snow White defeat Ravenna's army.
- Rob Brydon as Gryff, a debt-collecting Dwarf who is Nion's half-brother.
- Sheridan Smith as Bromwyn, a feisty and greedy Dwarf who becomes allies with Nion and Gryff.
- Alexandra Roach as Doreena, a shy and gentle Dwarf and Nion's love interest.
- Sam Claflin as King William, Snow White's husband who helped her and Eric defeat Ravenna's army.
- Sope Dirisu as Tull, a fellow Huntsman.
- Sam Hazeldine as Liefr, a fellow Huntsman.
- Sophie Cookson as Pippa, a fellow Huntswoman.
- Conrad Khan as young Eric
- Niamh Walter as young Sara
- Fred Tatasciore as the voice of Mirror Man, the physical form of the Magic Mirror.
- Colin Morgan as Andrew, the Duke of Blackwood and Freya's lover.
- Madeleine Worrall as Eric's mother.
- Kristen Stewart as Queen Snow White (uncredited, archive footage)
- Liam Neeson as the Narrator (uncredited)